# Битва при Монжизарі (1177)
Битва при Монжизарі (фр. Bataille de Montgisard), відома також як битва при Рамлі, а в ісламських джерелах як битва при Телль Ас-Сафіті — битва, що відбулася 25 листопада 1177 року в сеньйорії Рамла між армією Салах ад-Діна і силами Єрусалимського королівства.
У 1177 році королівство планувало об'єднатися з Візантією для потужної атаки на Єгипет. Граф Фландрії Філіп Ельзаський, який прибув раніше, сподівався організувати цю операцію, але плани були зруйновані.
Тим часом, Салах ад-Дін планував власну операцію. 18 листопада він перетнув кордон Єрусалимського королівства. Тамплієри в Газі, вважаючи ціллю Салах ад-Діна свій форпост, приготувалися відбити напад. Але той пройшов повз до Аскалону.
Дізнавшись про виступ Салах ад-Діна, Балдуїн IV покинув Єрусалим з приблизно 500 рицарями і 1-3 тис. піхоти, яка переміщалась разом з кіннотою (мабуть, на мулах або верблюдах), і виступив на Аскалон, вважаючи його метою мусульман. Король Єрусалимський зумів зайняти місто раніше і був там блокований невеликим загоном Салах ад-Діна, що мав 26-тисячне військо (за іншими даними менше 20 тис.). Головною метою вторгнення виявився Єрусалим, куди і стала повільно просуватися, по шляху розоряючи країну, головна маса ісламських воїнів.
17-річний король свідомо перетворив себе в заручника, і його підданим доводилося, забувши сварки, виручати государя. Разом з Балдуїном був Рено де Шатільйон, сеньйор Трансіорданії, який повернувся з полону з Алеппо в 1176 році. Рено, відомий як «Вовк Керака» був заклятим ворогом Салах ад-Діна, як і всього ісламського Сходу.
Залишивши контингент стримування у Аскалона, Салах ад-Дін попрямував до Єрусалима, припускаючи, що Балдуїн не посміє переслідувати його з нечисленним військом. Він захопив Рамлу, обложив Лідду і Арзуф. Вважаючи Балдуїна безпечним, Салах ад-Дін дозволив військам розосередитися по великій території для грабежу і збору продовольства.
За свідченням хроніста (правда, християнського) із Салах-ад-Діном було 26 тис. осіб, з них 8000 — мамелюки і одна тисяча відбірної кавалерії — особиста гвардія. Чисельність явно завищена, проте, виходячи з досвіду єгипетських навал на початку XII століття, можна припустити, що загальна кількість бойових загонів перевищувала 10 000, з яких мамелюки султанської охорони становили 800—1000 вершників. Знаючи, що дорога вільна і між ним і Єрусалимом немає жодного значного війська, Салах ад-Дін дозволив солдатам по шляху грабувати населення, розосередивши свою армію, розпорошивши і уповільнивши своє просування. Були розорені та спалені Лідда і Рамла, їх населення потрапило в полон або тікало. В Лідді — рідному місті і центрі культу Георгія Змієборця — єгиптянами був осквернений храм св. Георгія, одна з перших церков, зведених хрестоносцями у звільненій з-під влади мусульман Палестині. Тому сучасники вважали, що сам св. Георгій разом з Христом з'явилися на білих конях у ході битви і допомогли франкам розтрощити набагато більшу армію сарацинів.
Дізнавшись про вторгнення, Балдуїн IV попросив тамплієрів кинути Газу і йти до нього. Ті вдарили по загону, залишеному під стінами Аскалона і здобули перемогу. Звільнивши короля, тамплієри разом зі світськими лицарями берегом пішли до міста Ібеліну, звідки повернули на схід.
Об'єднані сили складали від 300 до 500 лицарів Балдуїна (за іншими даними 375 важкоозброєних вершників, також наводяться дані про 300 лицарів Єрусалиму і 180—200 лицарів Ібеліна, сеньйора Рамла, що приєдналися до армії короля під час маршу), 84 тамплієри (за іншими даними 80 тамплієрів прийшли з королем і 40-50 тамплієрів налічував приєднаний конвент Гази, а також в армії єрусалимців перебували 80-90 лицарів-іоаннітів і приблизно 50 лицарів лейб-ескадрону Балдуїна IV «Очікуючих благословенної смерті» (також хворих проказою, як і їх король). Можливо, що лицарі цих орденів входили в загальне число 500 лицарів. Також у битві брало участь кілька тисяч піхотинців (за одними даними, 2-3 тисячі, за іншими 5-6 тисяч). Цілком ймовірно, що всього відразу з королем в Аскалон прибуло 2-3 тис. піхоти, посадженої на верблюдів, коней та мулів, а полки, що підійшли пізніше, такої ж чисельності, були розгромлені сарацинами.
Чисельність легкої кавалерії туркополів, якщо вони і брали участь у битві, невідома (а судячи з активного та успішного переслідування, легка кавалерія у християн була). По шляху просування до Єрусалима Салах ад-Дін перехопив кілька піхотних загонів, які прагнули приєднатися до королівської армії в Аскалоні, тим самим ще більше послабивши сили хрестоносців. Населення Єрусалиму, по суті залишилося без захисту перед мусульманським вторгненням, знаходилося в жаху і з плачем молилося в храмах.
Однак Балдуїн IV зміг розбити облоговий загін сарацинів і несподівано з'явився в тилу розосередженої величезної сарацинської армії. Християнські загони вдарили по Салах ад-Діну біля пагорба Монжизар (Ґезер) недалеко від Рамла і привели його в повне замішання. Особиста охорона Салах ад-Діна, мамелюки, була знищена нищівною і несподіваною атакою лицарської кавалерії і все мусульманське військо впало в паніку. В результаті історія поповнилася для християн ще однією перемогою під Рамлою, яка була не менш нищівна, ніж та, яку здобув Балдуїн I в 1101 році (див. битва під Рамлою).
Салах ад-Дін втік до Єгипту, по дорозі натрапляв на бедуїнів. Лише десята частина його армії повернулася в Єгипет. Балдуїн слідував за ним на Синайський півострів, але не зумів взяти верх. Салах ад-Дін відновив натиск на королівство в 1179 році, хоча ця битва особисто йому, як він зізнавався своєму секретарю, показала, що «Бог не хоче, щоб царство християн пало при цьому королі». Був, однак, рік миру, якого давно не знало Єрусалимське королівство. Перемога незабаром стала героїчною легендою, яка через те, що християн було в кілька разів менше, ніж мусульман, надовго запам'яталася сучасникам і за свідченням очевидців, навіть через 100 років цей бій вважали чи не найголовнішим з усіх битв хрестоносців.